# Magkano Ba ang Pag-ibig?
Magkano Ba ang Pag-ibig? é uma telenovela filipina produzida e exibida pela GMA Network entre 30 de setembro de 2013 e 14 de fevereiro de 2014, estrelada por Heart Evangelista, Sid Lucero, Dominic Roco, Katrina Halili, Alessandra De Rossi, Ana Capri y Isabel Oli.

## Elenco

### Elenco principal
- Heart Evangelista como Eloisa Demetria-Aguirre
- Sid Lucero como Luciano Eustaquio "Lucio" Marasigan / Chino Aguirre
- Dominic Roco como Roberto "Bobby" Buenaventura
- Katrina Halili como Margarita "Margot" Cruz
- Alessandra De Rossi como Geraldine "Gigi" Buenaventura
- Ana Capri como Lualhati "Lua" Macaraeg
- Isabel Oli como Richelle "Rich" Mangahas

### Elenco de apoio
- Pen Medina como Andoy Aguirre
- Sharmaine Buencamino como Loida Canlas-Aguirre
- Luz Valdez como Rosing Villasanta
- Vangie Labalan como Sonia
- Rommel Padilla como Oscar Ramos
- Mariel Pamintuan como Mila Aguirre
- Nicky Castro como Fino Aguirre
- Angelo Ilagan como Amiel Aguirre
- Benedict Campos como Bryce Macaraeg
- Aaron Yanga como Federico Mangahas
- Joshua Uy como Calvin Aguirre
- Zyrael Jestre como Miggy Cruz
- Bryan Benedict como James Macaraeg-Buenaventura
- Leni Santos como Charlene Elizabeth "Charly" Mangahas
- Celia Rodriguez como Doña Hilaria Buenaventura